# Poggio Catino
Poggio Catino é uma comuna italiana da região do Lácio, província de Rieti, com cerca de 1.220 habitantes. Estende-se por uma área de 15 km², tendo uma densidade populacional de 81 hab/km². Faz fronteira com Cantalupo in Sabina, Forano, Poggio Mirteto, Roccantica, Salisano.<

## Demografia
| Variação demográfica do município entre 1861 e 2011                               |
|                                                                                   |
| Fonte: Istituto Nazionale di Statistica (ISTAT) - Elaboração gráfica da Wikipedia |